# Amy Dickson
Amy Dickson (n. 1982, Sídney) es una saxofonista clásica australiana. 
Dickson comenzó a tocar el piano a la edad de 2 años, y el saxofón a la edad de 6 años. Tocó algo de jazz en su juventud, pero, finalmente, centró sus estudios de saxofón completamente al estudio del repertorio clásico. Hizo su debut en un concierto a la edad de 16 años, tocando el Concierto para saxofón alto por Pierre Max Dubois, con Henryk Pisarek y la Orquesta Filarmónica Ku-ring-gai . Dickson obtuvo el James Fairfax Australian Young Artist of the Year. Posteriormente, se trasladó a Londres, donde ganó la Beca Jane Melber para estudiar en el Royal College of Music con Kyle Horch. También ha estudiado en el Conservatorio de Ámsterdam con Arno Bornkamp.  Durante este tiempo, ella se convirtió en la primera saxofonista en ganar la Medalla de Oro en la Royal Overseas League Competition, el ABC Symphony Australia Young Performers Awards, y el Premio del Príncipe.
Entre los años 2005 y 2011, Dickson realizó interpretaciones para la Commonwealth Heads of Government Meetings en el Teatru Manoel en La Valeta, Malta, y en el Perth Concert Hall, Australia. También ha tocado en el Parlamento Escocés en Edimburgo, el Palacio de St James en Londres y para el ex primer ministro australiano, John Howard, en la Casa del Parlamento en Canberra. En octubre de 2013, Dickson ganó el premio al Artista Revelación del Año en los premios Classic Brits, siendo el primer saxofonista en recibirlo.
Dickson ha realizado encargos para la composición de nuevas obras de compositores tales como Brett Dean, Ross Edwards, Peter Sculthorpe, Graham Fitkin, Steve Martland y Huw Watkins. También ha realizado arreglos para saxofón de obras concertantes de Philip Glass y John Tavener, compuesto originalmente para otros instrumentos solistas, en las que realiza una técnica conocida como respiración circular. Ahora reside en Londres, es embajadora de la Fundación Australiana de Música para Niños y de Fundación del Príncipe para los Niños y las Artes.

## Álbumes
- Smile (2008)
- Glass, Tavener, Nyman (2009)
- Dusk & Dawn (2013)[5]
- Catch Me If You Can (2014)
- A Summer Place (2014)
- Island Songs (2015)[6]